# Парламентские выборы в Того (2024)
Парламентские выборы 2024 года в Того прошли 29 апреля. В тот же день помимо избрания 113 депутатов Национального собрания состоялись первые в истории страны региональные выборы. В результате большинство вновь оказалось у правящей партии Союз за республику, которая получила 108 мест из 113 в парламенте.
На 113 мест в парламенте претендовало 2350 кандидатов от 19 политических партий, 60 независимых групп и 2 коалиций.

## Избирательная система
По сравнению с предыдущими выборами в 2013 году избирательная система Того изменилась. В 2024 году избирателям предстояло выбрать 113 членов Национального собрания (ранее 91 депутат) по закрытым партийным спискам (то есть без указания конкретных кандидатов) на основе пропорционального представительства в 39 многомандатных округах (ранее 30 округов), в каждом из которых избиралось от двух до десяти депутатов. Места распределяются с использованием метода наивысшего среднего значения. Для голосования были зарегистрированы почти 4,2 миллиона тоголезцев. Из 2348 кандидатов в парламент 593 из них — женщины, ещё 438 женщин баллотировалось на региональных выборах. Предвыборная кампания началась 13 апреля и продолжалась до 28 апреля.

## Предыстория
В политической жизни Того с момента создания в 2012 году доминирует партия Союз за Республику (UNIR), преемник партии Объединение тоголезского народа, которая была правящей партией в Того с 1969 по 2012 год. Лидер Союз за республику Форе Гнассингбе находится у власти с 2005 года с момента смерти своего отца Гнассингбе Эйадемы, который был президент Того 38 лет с 1967 до своей смерти в 2005 году. Первоначально Форе Гнассингбе был временным президентом, но в том же 2005 году он был избран на пост президента и затем трижды переизбирался в 2010, 2015 и 2020 годах. Эта «династическая демократия» поддерживается от выборов к выборам посредством репрессий оппозиции, фальсификаций выборов и изменения законодательства.
Предыдущие парламентские выборы в 2018 году бойкотировались Альянсом C14, основной оппозиционной группой из четырнадцати партий, из-за нарушений при подготовке голосования и желания Гнассингбе пересмотреть конституцию. Гнасингбе намеревался восстановить ограничение на количество президентских сроков, «обнулив его», что позволило бы ему оставаться у власти после третьего срока, который закончился в 2020 году. Парламентская избирательная кампания 2018 года была отмечена репрессиями против демонстрантов, было зарегистрировано несколько смертей, в том числе по меньшей мере три от огнестрельного оружия, что привело к тому, что правительство в середине декабря запретило демонстрации и публичные собрания. В отсутствие реальных оппонентов UNIR сохранил абсолютное большинство, получив 59 мест из 91. В парламенте также резко увеличилось число независимых депутатов, получивших 18 мест. Оставшиеся места разделили меж собой Союз сил за перемены (UFC) и четыре другие партии.
Несмотря на полученное абсолютное большинство, результат выборов изначально считался провальным для UNIR, поскольку партия не смогла получить четыре пятых мест, необходимых для принятия поправки к конституции исключительно парламентскими средствами. Однако 8 мая 2019 года правительство почти единогласно приняло поправку к конституции, которая позволила Гнассингбе оставаться на своём посту до 2030 года. Как и следовало ожидать, Гнассингбе был переизбран в первом туре президентских выборов 2020 года, набрав более 70 % голосов. Этот результат оспаривала оппозиция, обвинившая правительство в фальсификации выборов.

## Кампания
Первоначально выборы должны были состояться 13 апреля 2024 года, но затем президент Гнассингбе перенёс их на 20 апреля, в то время как предвыборная кампания должна была пройти с 4 по 18 апреля. 3 апреля Гнассингбе снова распорядился о бессрочной отсрочке выборов, чтобы провести «консультации» по поводу спорной попытки конституционной реформы, которая заменила бы президентскую систему парламентской, передала бы исполнительную власть премьер-министру и заменила бы прямые выборы президента голосованием парламента. Четыре оппозиционные партии и группа активистов гражданского общества посчитали отсрочку голосования манёвром режима, чтобы «одобрить свой собственный конституционный переворот» и призвали в ответ провести протесты с 11 по 13 апреля. 9 апреля правительство объявило, что выборы состоятся 29 апреля и запретило запланированную акцию протеста оппозиционных групп против переноса даты голосования и внесения поправок в конституцию, запланированную на 11—13 апреля.

## Наблюдатели
Тоголезские власти запретили иностранным журналистам освещать выборы. Французский журналист Томас Дитрих, который пытался освещать выборы, подвергся нападению, был арестован и выслан из страны. 23 апреля запрос Католической церкви о направлении наблюдателей во время голосования был отклонен Избирательной комиссией. ЭКОВАС заявило, что направит наблюдателей для наблюдения за выборами и направило группу «предвыборной оценки». Африканскому союзу также разрешили направить миссию наблюдателей.

## Голосования
Голосование на примерно 14 200 избирательных участках проходило с 07:00 до 16:00 29 апреля, предварительные результаты ожидались к 5 мая. От избирателй поступали сообщения, что процесс голосования был плохо организован, так некоторые избиратели не смогли найти свои имена в списке. Границы в день выборов были закрыты, безопасность процесса голосования обеспечивали 12 000 сотрудников сил безопасности. Были высказаны опасения по поводу аспектов выборов и явки. Представитель оппозиции сравнил отсутствие «реальной оппозиции» на выборах с политической ситуацией в Северной Корее. Явка значительно различалась в зависимости от региона, при этом в районах Ломе было зафиксировано не менее 33 % участия в голосовании, в то время как опорные пункты UNIR на севере страны зарегистрировали явку, достигающую 97 %.

## Результаты
Предварительные результаты, представленные избирательной комиссией Того 4 мая, показали, что UNIR выиграл 108 из 113 мест в парламенте при явке избирателей в 61 %. UNIR также выиграл 137 из 179 мест в региональных советах на региональных выборах, состоявшихся в тот же день. Результаты были подтверждены Конституционным судом 14 мая.
| Партии                  | Партии                                           | Партии                  | Голоса    | %     | Места | +/- |
| ----------------------- | ------------------------------------------------ | ----------------------- | --------- | ----- | ----- | --- |
|                         | Союз за республику                               | UNIR                    |           |       | 108   | ▲49 |
|                         | Альянс демократов за комплексное развитие        | ADDI                    |           |       | 2     | ▲2  |
|                         | Национальный альянс за перемены                  | ANC                     |           |       | 1     | ▼6  |
|                         | Динамичность для большинства людей               | DMP                     |           |       | 1     | ▲1  |
|                         | Демократические силы за Республику               | FDR                     |           |       | 1     | ▲1  |
|                         | Новое тоголезское обязательство                  | NET                     |           |       | 0     | ▼3  |
|                         | Патриотическое движение за демократию и развитие | MPDD                    |           |       | 0     | ▼2  |
|                         | Панафриканская демократическая партия            | PDP                     |           |       | 0     | ▼1  |
|                         | Движение республиканцев-центристов               | MRC                     |           |       | 0     | ▼1  |
|                         | Панафриканская патриотическая конвергенция       | CPP                     |           |       | 0     |     |
|                         | Союз националистов за труд                       | UNT                     |           |       | 0     |     |
|                         | Африка Того экология                             | ATE                     |           |       | 0     |     |
|                         | Партия за демократию и обновление                | PDR                     |           |       | 0     |     |
|                         | Круг новых лидеров                               | CLE                     |           |       | 0     |     |
|                         | Другие партии                                    |                         |           |       | 0     |     |
|                         | Независимые                                      | Независимые             |           |       | 0     | ▼18 |
|                         |                                                  |                         |           |       |       |     |
| Действительные голоса   | Действительные голоса                            | Действительные голоса   | 2 484 208 | 95,69 |       |     |
| Недействительные голоса | Недействительные голоса                          | Недействительные голоса | 112 004   | 3,41  |       |     |
| Total                   | Total                                            | Total                   | 2 596 212 | 100   | 113   | ▲22 |
| Всего / явка            | Всего / явка                                     | Всего / явка            | 4 203 711 | 61,76 |       |     |

## После выборов
Хотя голосование проходило в напряжённой политической ситуации, международные наблюдатели отметили, что участие в нём было довольно низким, но в конечном итоге явка составила 61 % от общего числа зарегистрированных избирателей. Всего с шести до четырёх часов вечера открыт 14 271 избирательный участок, в то время как границы страны были закрыты в течение всего дня. Подсчёт голосов происходил под наблюдением Сил безопасности законодательных и региональных выборов 2024 года (FOSELR 2024), состоящих из 12 000 жандармов и полицейских.
Экономическое сообщество западноафриканских государств (ЭКОВАС), Африканский союз (UA) и Международная организация франкофонии (OIF) приветствовали в целом гладкое проведение кампании и мирное проведение голосования, а наблюдатели от Сообщества сахело-сахарских государств (CEN-SAD) посчитали голосование «свободным, справедливым и прозрачным». Такие отзывы международных организаций встретили критику со стороны тоголезской оппозиции, которая осудила признание «фальсифицированных» выборов, к которым на местах было допущено всего лишь 70 наблюдателей. Коллектив ассоциаций против безнаказанности в Того (CACIT) и Тоголезская лига прав человека отметили несколько «локальных инцидентов», таких как отсутствие избирателей в списках, отсутствие логотипов некоторых партий в избирательных бюллетенях и невозможность доступа представителей партий к протоколам на некоторых избирательных участках. Оппозиция обвинbkf правительство в том, что оно массово прибегло к фальсификации выборов путём вброса бюллетеней и злоупотреблений системой голосования по доверенности. Осудив «переворот», генеральный секретарь Демократической конвенции африканских народов Кафуи Аджамагбо-Джонсон объявила о подаче её партией апелляции на результаты голосования. Однако все апелляции были отклонены 13 мая Конституционным судом, который обнародовал окончательные результаты.
Как и ожидалось, Союз за Республику (UNIR) президента Фора Гнассингбе одержал победу на выборах, получив 108 мест из 113 в парламенте и 137 мест из 179 в региональных советах, что должно дать ему контроль над будущим Сенатом. Эта победа UNIR позволяет Фору Гнасингбе оставаться у власти неопределённо долго, после девятнадцати лет, уже проведённых на посту президента республики. UNIR приветствовал эту ошеломляющую победу, которая, по словам Гилберта Бавары, министра государственной службы, труда и социального диалога, близкого к президенту, подтверждает поддержку народом Того конституционной реформы.
Конституционная реформа была обнародована 21 мая. Временные положения позволяют изменениям вступить в силу в течение года после создания Сената. В тот же день прежнее правительство ушло в отставку.